# Harper's Ferry flintlock pistol

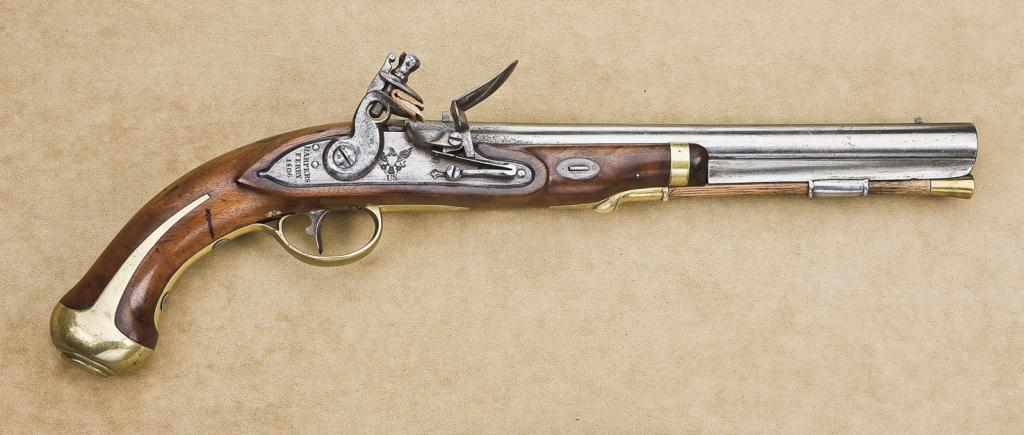
Uma pistola de pederneira "Harper's Ferry".

"Harper's Ferry" flintlock pistol era a designação não oficial da Model 1805 U.S. Marshal flintlock pistol. Ela foi a primeira pistola a ser fabricada (a partir de 1806) por um arsenal nacional americano, o Arsenal Harpers Ferry, daí sua denominação informal. [carece de fontes?]
Era uma pistola de pederneira que disparava balas no calibre .54 num cano de alma lisa, tendo uma aparência mais britânica que francesa em relação as pistolas da época, e era a arma padrão dos US dragoons durante a Guerra de 1812.